# Ruisseau de Rahling
Le ruisseau de Rahling est un ruisseau qui coule dans le pays de Bitche en Moselle ainsi que dans la commune de Butten dans le Bas-Rhin. C'est un affluent du Petersbach et donc un sous-affluent du Rhin.

## Hydronymie
Le ruisseau porte le nom de l'une des communes qu'il traverse, Rahling,,.

## Géographie
Le ruisseau de Rahling prend sa source à l'ouest de la commune de Rohrbach-lès-Bitche. Il coule vers le sud et entre tout d'abord sur le ban communal de Bining, où il passe à proximité de la ferme de Bombach. Il gagne ensuite la commune de Rahling dans la vallée du village disparu d'Altkirch en contrebas de la ferme du Mohrenhof. C'est au niveau de la frontière communale qu'il récupère le Brubach. Ensuite, il entre dans le village de Rahling, où il récupère le Meisenbach, son principal affluent,. C'est environ 500 m plus loin qu'il passe la frontière départementale et entre dans le département du Bas-Rhin, sur le territoire de la commune de Butten. Il rejoint son confluent le Petersbach 600 m plus loin.

## Communes traversées
- Moselle : Rohrbach-lès-Bitche, Bining et Rahling[2],[3] ;
- Bas-Rhin : Butten[1].

## Affluents
- Brubach
- Moosbach[4]
- Meisenbach[1]